# Glypta interstincta
Glypta interstincta är en stekelart som beskrevs av Dasch 1988. Glypta interstincta ingår i släktet Glypta och familjen brokparasitsteklar. Inga underarter finns listade i Catalogue of Life.